# Magic Silver
Magic Silver (Julenatt i Blåfjell) è un film del 2009 diretto da Katarina Launing e Roar Uthaug.
La pellicola è basata sulle serie televisive Jul i Blåfjell (1999) e Jul på Månetoppen (2002), ma è ambientata 100 anni prima.

## Trama
La Principessa Bluerose è una piccola gnoma che vive nelle profondità delle montagne norvegesi. Lì, una piccola comunità di gnomi si occupa di rendere possibile il passaggio tra la luce del giorno e il buio della notte. Il momento del passaggio è chiamato l'Ora Magica, e questo miracolo si compie grazie all'Argento Magico, una sostanza fatata che solo gli gnomi possiedono. Un giorno però l'Argento Magico viene rubato, e tutto il mondo precipita in una notte senza fine. La Principessa Bluerose decide così di intraprendere uno straordinario viaggio per recuperare l'Argento Magico e salvare il mondo da un'eterna oscurità.

## Distribuzione
Magic Silver è uscito il 13 novembre 2009 ed è stato visto nei cinema norvegesi da 370.000 spettatori.

## Riconoscimenti
Nel 2010 il film è stato nominato per due premi Amanda nelle categoria per il migliore film per bambini e per i migliori effetti visivi.

## Sequel
Nel 2011 è stato distribuito il sequel Magic Silver 2 - Alla ricerca del Corno Magico (Blåfjell 2: Jakten på det magiske horn), primo film in 3D prodotto in Norvegia.